# 西柳站
西柳站，位于中华人民共和国辽宁省鞍山市海城市西柳镇，是沟海铁路上的火车站，建于1970年，由沈阳局集团管辖。

## 歷史
- 建于1970年。

## 車站周邊
- 西柳中学
- 西柳镇人民政府
- 西柳镇医院
- 西柳中心小学
- 西柳弥陀寺
- 海城GELAN格兰商务宾馆
- 海城柳月香城大酒店
- 中国电信西柳营业厅
- 中国联通西柳营业厅
- 西柳老栓动物园
- 西柳客运站
- 西柳游乐园
- 沈海高速公路
- 西柳服装城
- 西柳服装工业园

## 外部連結
- 中国铁路客户服务中心（页面存档备份，存于）